# Филадельфийская ассоциация
Филадельфийская ассоциация (англ. Philadelphia Association, получила своё наименование от греческих корней «philia» и «delphos», так что её наименование не отсылает ни к какому географическому названию) — британская благотворительная организация, занимающаяся изучением психических расстройств и осуществляющая лечение и образование нетрадиционными методами. Основана в апреле 1965 года психиатром и психоаналитиком Рональдом Лэйнгом, Клэнси Сигалом, Аароном Эстерсоном, Джоан Каннолд, Дэвидом Купером и Сидом Брискиным. Как было указано в отчёте о деятельности Филадельфийской ассоциации, она была призвана «открывать места для приёма людей, страдающих или страдавших душевными болезнями» и «изменить само представление об „умственном здоровье“ и „душевной болезни“».
Первый проект Филадельфийской ассоциации, представлявший собой терапевтическую общину, был открыт в Кингсли-холле и функционировал с 1965 по 1970 год. В дальнейшем ассоциация профинансировала десятки проектов терапевтических общин, разработала множество обучающих программ, объединила вокруг себя тысячи людей.
Филадельфийская ассоциация существует и в нынешнее время, реализуя научные, образовательные и терапевтические программы.